# زي رافاييل
زي رافاييل (بالبرتغالية: Zé Rafael‏) هو لاعب كرة قدم برازيلي في مركز الوسط، ولد في 16 يونيو 1993 في بونتا غروسا في البرازيل. لعب مع نادي كوريتيبا ونادي نوفو هامبورغو.

## وصلات خارجية
- زي رافاييل على موقع قاعدة بيانات كرة القدم.إي يو (الإنجليزية)
- زي رافاييل على موقع ليكيب (الفرنسية)
- زي رافاييل على موقع Soccerway.com (الإنجليزية)